# 西村智弘
西村 智弘（にしむら ともひろ、1963年 - ）は、日本の映像評論家、美術評論家。

## 概要
茨城県生まれ。1990年、第13期イメージフォーラム付属映像研究所を修了した。
1993年、美術出版社主催の「芸術評論募集」に「ウォーホル／映画のミニマリズム」が入選した。
東京造形大学、東京工芸大学、多摩美術大学、阿佐ヶ谷美術専門学校、日本電子専門学校で非常勤講師を務める。

## 著書
- 『日本芸術写真史』（美学出版、2008年）
- 『スーパーアヴァンギャルド映像術』（共編著、フィルムアート社、2002年）
- 「日本実験映像史」（『あいだ』87 - 123号、2003 - 2006年）
- 「実験映画の誕生と前衛芸術」（『実験場1950s』東京国立近代美術館、2012年）
- 「戦前の日本にアニメーションの概念はなかった」（『多摩美術大学研究紀要』27号、2013年）[1]
- 『映像表現のオルタナティヴ』（森話社）[2]